# Karabin RSC Mle 1917
Fusil Automatique Mle 1917 (FA Mle 1917, RSC Mle 1917) – francuski karabin samopowtarzalny. Pierwszy typ karabinu samopowtarzalnego produkowanego w dużych ilościach, wprowadzonego na uzbrojenie europejskiej armii.

## Historia
W roku 1914, w chwili wybuchu I wojny światowej armia francuska była uzbrojona w karabiny powtarzalne Lebel Mle 1886 i Berthier Mle 1907. Pomimo testowania przed wojną kilku typów broni samopowtarzalnej i automatycznej do uzbrojenia wprowadzono wyłącznie ciężki karabin maszynowy St Etienne Mle 1907. Uzbrojeniem indywidualnym pojedynczych żołnierzy miały pozostać karabiny powtarzalne, ponieważ obawiano się, że wyposażenie ich w broń o większej szybkostrzelności spowoduje nadmierne zużycie amunicji.
Pierwsze miesiące wojny wykazały, że siła ognia piechoty jest zdecydowanie zbyt mała. Zakupienie lekkich i ręcznych karabinów maszynowych (Hotchkiss Mle 1909 i Chauchat) poprawiło wprawdzie sytuację, ale była ona daleka od ideału.
Dominująca w początkowym okresie wojny koncepcja frontalnych ataków tyralierą okazała się kosztowna generując olbrzymie straty wśród nacierających. Dlatego też opracowano taktykę polegającą na ataku stanowisk ciężkich karabinów maszynowych małymi grupami, z różnych stron równocześnie. Poszczególne grupy starały się podejść do stanowiska karabinu maszynowego wykorzystując martwe pola ostrzału i ostatecznie zniszczyć je przy pomocy granatów ręcznych. Doświadczenia wykazały, że żołnierze tych oddziałów strzelają stosunkowo rzadko, przez większość czasu koncentrując się na możliwie skrytym podejściu, jednak w momencie rozpoczęcia ostrzału prowadzony ogień musiał być bardzo intensywny. Karabiny powtarzalne nie sprawdzały się dobrze w takich sytuacjach, co uwidoczniło konieczność wprowadzenia broni indywidualnej o znacznie wyższej szybkostrzelności.
Wobec tych faktów zdecydowano się na wprowadzenie do uzbrojenia karabinów samopowtarzalnych. Prototypy tego rodzaju broni były testowane we Francji już od 1894 r., ale żadnego z nich nie rozwijano, głównie z powodu zasilania inną amunicją niż przepisowym francuskim nabojem karabinowym 8 × 50 mm R. Dopiero po wybuchu wojny zakupiono w Stanach Zjednoczonych dużą ilość samopowtarzalnych karabinków Winchester M1907 i M1910 (kalibru .35SL i .401SL) w które uzbrojono załogi samolotów. Nadal nie była to jednak broń spełniająca wymagania pod względem amunicji.
Zadania skonstruowania rodzimego karabinu samopowtarzalnego strzelającego przepisowym nabojem, podjęli się inżynierowie Ribeyrolle i Sutter oraz pułkownik Chauchat. Zgodnie z francuską tradycją starali się w maksymalnym stopniu wykorzystać elementy już eksploatowanych typów broni. Wykonany w 1915 r. prototyp wykorzystywał części drewniane i magazynek rurowy karabinu Lebel Mle 1889 i lufę karabinu Berthier Mle 1907. W nowej konstrukcji magazynek rurowy stał się rurą gazową w której poruszał się tłok gazowy. Karabin był wyposażony w nowy zamek ryglujący lufę przez obrót i komorę zamkową. Zarówno zamek jak i komora zamkowa były wzorowane na zastosowanych w przedwojennych karabinach samopowtarzalnych skonstruowanych przez inżynierów Ribeyrolle i Sutter.
Nowy karabin został oficjalnie przyjęty do uzbrojenia w maju 1916 r. jako Fusil Automatique Mle 1917. Seryjna produkcja z powodu kłopotów technicznych rozpoczęła się dopiero w kwietniu 1917 r. W produkcję karabinu zaangażowano kilka francuskich fabryk: 
- Manufacture Nationale d’Armes de Tulle (MAT) (komory zamkowe, lufy i osłony spustu)
- Manufacture Nationale d’Armes de Chatellerault (MAC) (komory mechanizmu spustowego)
- Manufacture d’armes de Saint-Étienne (MAS) (zamki, mechanizmy gazowe, lufy i części drewniane)
- Manufacture d’Armes de Paris (magazynki i drobne części mechanizmu spustowego)

Karabiny Mle 1917 były produkowane w trzech odmianach różniących się drobnymi szczegółami (kształt rękojeści przeładowania i tym podobne), natomiast ich końcowy montaż odbywał się w zakładach MAS (1000 szt. zmontowano w zakładach MAC).
Wyprodukowane karabiny były dostarczane jednostkom w ilości 16 na kompanię. Z reguły uzbrajano w nie dowódców plutonów i najlepszych strzelców. Doświadczenia wojenne dowiodły, że Mle 1917 wymagają starannej obsługi, ale w rękach dobrze wyszkolonych żołnierzy są bronią znacznie skuteczniejszą od karabinów powtarzalnych. Za ich największą wadę można uznać niewielki, zaledwie pięcionabojowy magazynek ładowany przy pomocy ładowników (jednak niewymiennych ze standardowymi ładownikami karabinu Berthier Mle 1907).
We wrześniu 1918 r. produkcję karabinów Mle 1917 wstrzymano, jednocześnie rozpoczynając ich modernizację. Zmodyfikowane karabiny oznaczone jako Mle 1918 miały skrócone lufy i były ładowane przy pomocy standardowych ładowników karabinu Berthier Mle 1907. Modyfikacjom tym poddanych zostało 4000 egzemplarzy. W 1935 r. część pozostałych karabinów została poddana kuriozalnej modyfikacji w wyniku której przekształcono je w karabiny powtarzalne (poprzez zaślepienie otworu gazowego w lufie). Dużą część niezmodyfikowanych Mle 1917 wycofano z uzbrojenia i zniszczono.
Po I wojnie światowej Mle 1917 i Mle 1918 używane były jeszcze podczas wojny o Rif w Maroku, a także w czasie II wojny światowej podczas kampanii francuskiej w 1940 r. Egzemplarze zdobyte przez Niemców otrzymały oznaczenie Selbstlade-Gewehr 310(f), ale ze względu na nietypową amunicję i konieczność starannej obsługi prawdopodobnie nie były szerzej używane.

## Opis
Karabin RSC Mle 1917 był indywidualną bronią samopowtarzalną. Zasada działania oparta na wykorzystaniu energii gazów prochowych odprowadzanych przez boczny otwór lufy. Ryglowanie przez obrót zamka. Mechanizm spustowy umożliwiał strzelanie ogniem pojedynczym. Dźwignia bezpiecznika po prawej stronie komory zamkowej. Zasilanie ze stałego magazynka pudełkowego ładowanego przy pomocy pięcionabojowych ładowników. Ładowniki były wkładane do magazynka po odchyleniu jego pudełka do przodu. Przyrządy celownicze mechaniczne, składały się z muszki i celownika schodkowo-ramkowego. Łoże i kolba stała drewniane. Broń była wyposażona w czworograniasty bagnet Mle 1886 mocowany przy pomocy rękojeści.